# Leuchtturm Flügge
Der Leuchtturm Flügge steht im Südwesten der Insel Fehmarn, wenige Kilometer westlich der Fehmarnsundbrücke. Der Leuchtturm ist zur Besichtigung freigegeben und bietet einen weiten Ausblick über den Krummsteert, die Fehmarnsundbrücke hinweg bis zum Staberhuk – auf der anderen Seite nach Heiligenhafen und Großenbrode.

## Geschichte
Mitte des 19. Jahrhunderts war an Stelle des heutigen Leuchtturms ein Hagedorngehölz mit dem Namen „Flügger Holz“, das als Landmarke genutzt wurde um die Untiefen „Flügger Sand“ sowie „Breiter Barg“ zu umschiffen. Als diese Baumgruppe einging, wurde vom preußischen Ministerium für Handel und Gewerbe der Bau eines Leuchtturms genehmigt. Der 8-eckige, weiße Backsteinbau mit einer Gesamthöhe von 16 m besteht heute nur noch in Grundmauern und ist ca. 30 m vom heutigen Turm entfernt nahe dem Wohnhaus.

### Leuchtfeuerwärter
(Quelle: )
- 1872 bis 1921: Wilhelm Drewes
- 1921 bis 1947: Karl Johannes Peter Pabst
- 1947 bis 1963: Friedrich Schlömer
- 1963 bis 1969: Friedrich Fey
- 1969 bis 1978: Willy Scheel

## Beschreibung

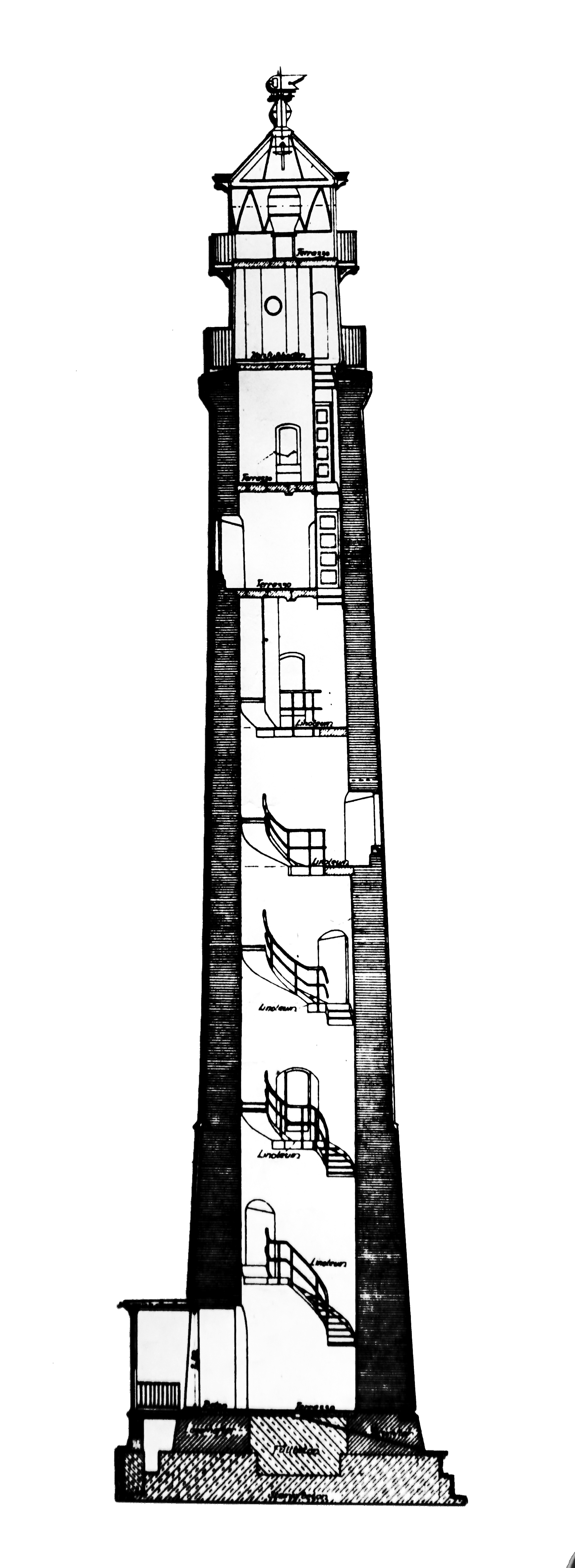
Querschnitt des Leuchtturms

Der unter Denkmalschutz stehende Leuchtturm Flügge ist baugleich mit dem Leuchtturm Neuland bei Behrensdorf auf der anderen Seite des Fehmarnsundes. Wegen Schäden am Mauerwerk wurde der achteckige Backsteinturm 1976/77 mit einer rot-weißen Plattenverkleidung versehen. Im April 2009 wurden erhebliche Mängel an der Treppe des Turms festgestellt, eine Sanierung war unumgänglich. Im Auftrag des Wasser- und Schifffahrtsamtes wurden im Zuge dieser Arbeiten auch die rot-weißen Platten entfernt und das darunter liegende Mauerwerk in Stand gesetzt. Seit Herbst 2010 erscheint der Turm wieder in seinem ursprünglichen gelb-roten Backsteinkleid. Der Leuchtturm kann über eine Treppe mit 162 Stufen bestiegen und besichtigt werden, der Laternenraum ist nicht öffentlich zugänglich.

## Nautik
In der Laterne des Leuchtturms befindet sich ein Orientierungsfeuer. Seine Kennung ist Ubr.(4) 20 s, also Gruppen von vier Unterbrechungen alle 20 Sekunden, die durch Umlaufblenden erzeugt werden.
Etwas tiefer leuchtet aus einem Fenster des Turmes ein weiteres Feuer, das ein Festfeuer, also ein ununterbrochenes Feuer ist. Es bezeichnet als Oberfeuer Flügge gemeinsam mit dem Unterfeuer Strukkamphuk das Fahrwasser für Schiffe, die die Fehmarnsundbrücke aus Richtung Süd-Osten ansteuern.

## Technik
Das Flügger Feuer wurde anfangs mit Benzol-, später mit Flüssiggas-Glühlicht betrieben. Die Umstellung auf Elektrizität erfolgte 1954. Heute dient in der Laterne eine 400 W/HQI-Lampe als Lichtquelle, beim Oberfeuer wird eine 250 W/24 V Halogenlampe eingesetzt. Der Turm ist an das öffentliche Stromnetz angeschlossen, bei Stromausfall steht ein Dieselnotstromaggregat zur Verfügung.
Seit Oktober 2020 erfolgt der Betrieb und Unterhalt durch das WSA Ostsee.

## Postwertzeichen
Mit dem Erstausgabetag 6. Juni 2013 gab die Deutsche Post AG in der Briefmarkenserie Briefmarken-Jahrgang 2013 der Bundesrepublik Deutschland ein Postwertzeichen im Wert von 45 Eurocent mit dem Bild des Flügger Leuchtturms heraus. Der Entwurf der Graphik stammt von Professor Johannes Graf aus Dortmund.

## Leuchtturm Flügge, vor der Sanierung

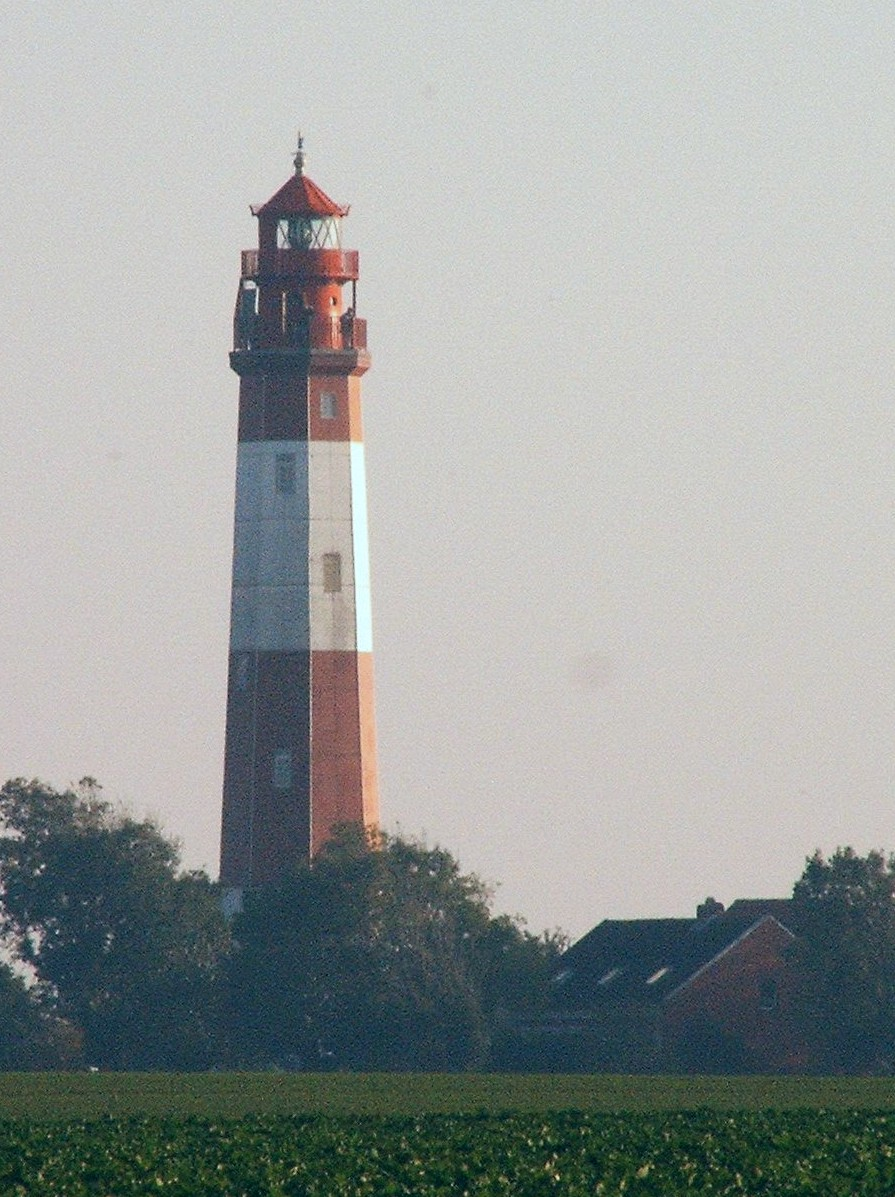
Flügger Leuchtturm im Oktober 2005
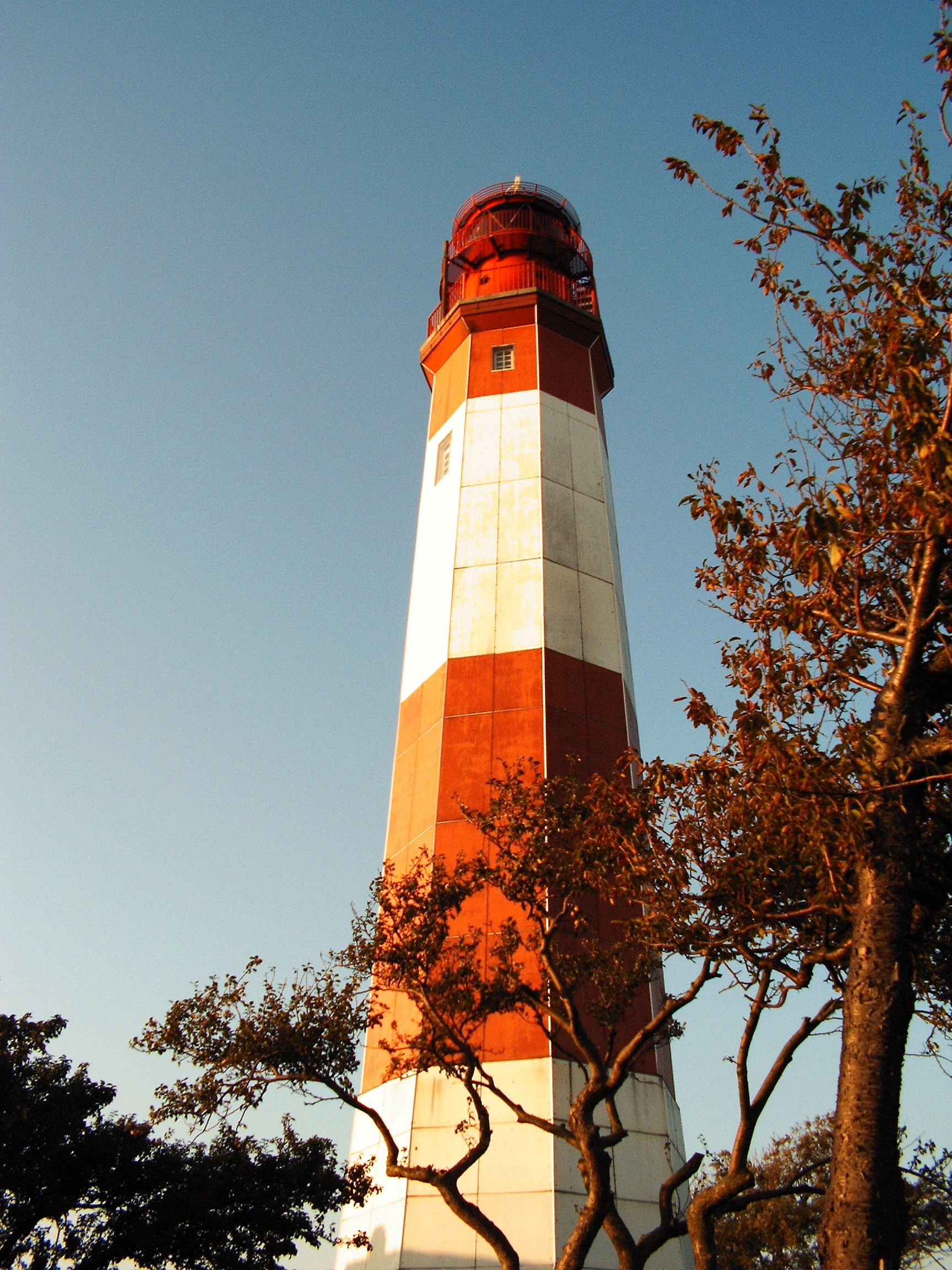
Flügger Leuchtturm im Oktober 2005
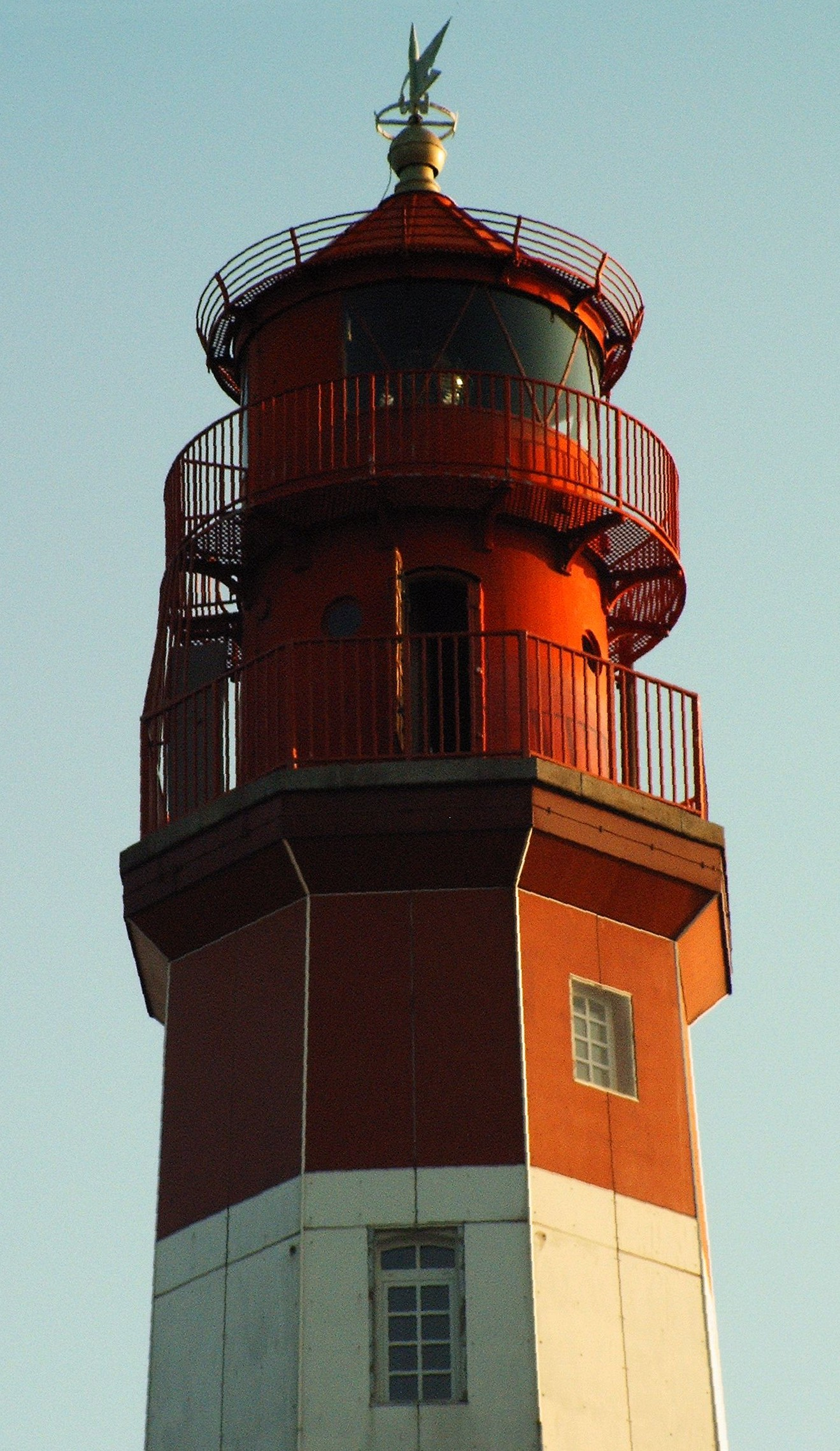
Spitze des Flügger Leuchtturms
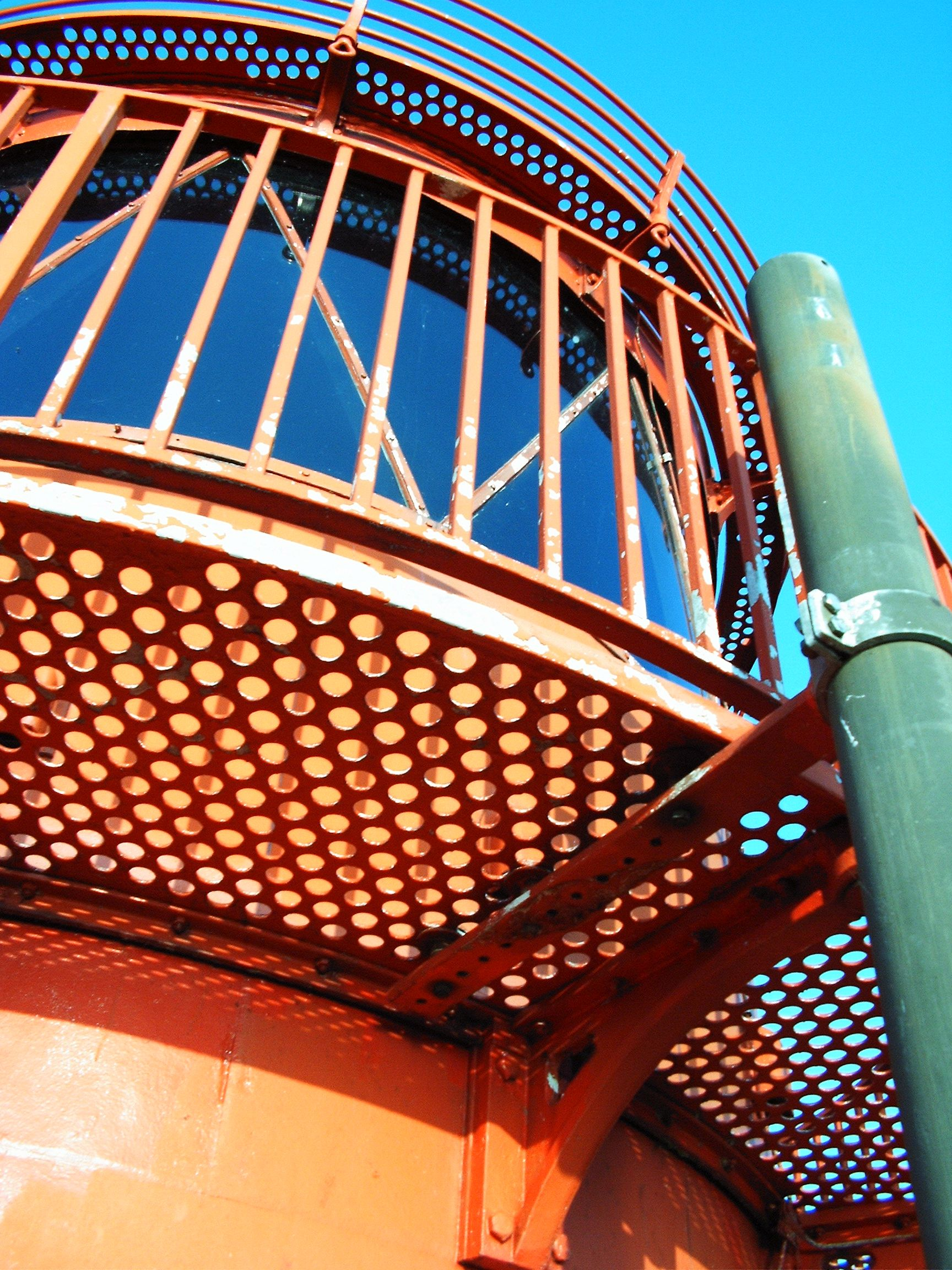
Flügger Leuchtturm Detailansicht
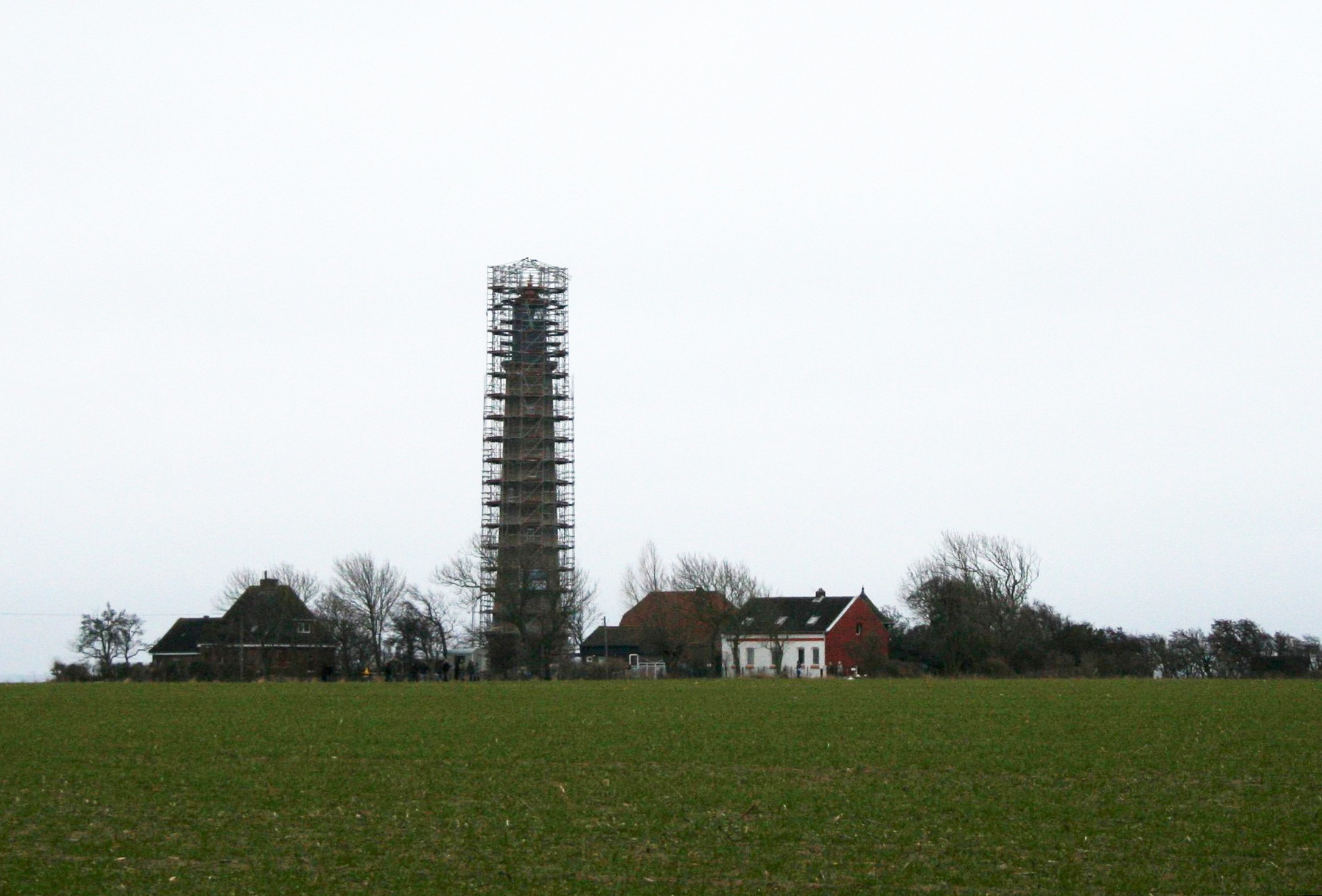
Wegen Sanierung eingerüstetes LF Flügge im Januar 2010

## Leuchtturm Flügge, nach der Sanierung

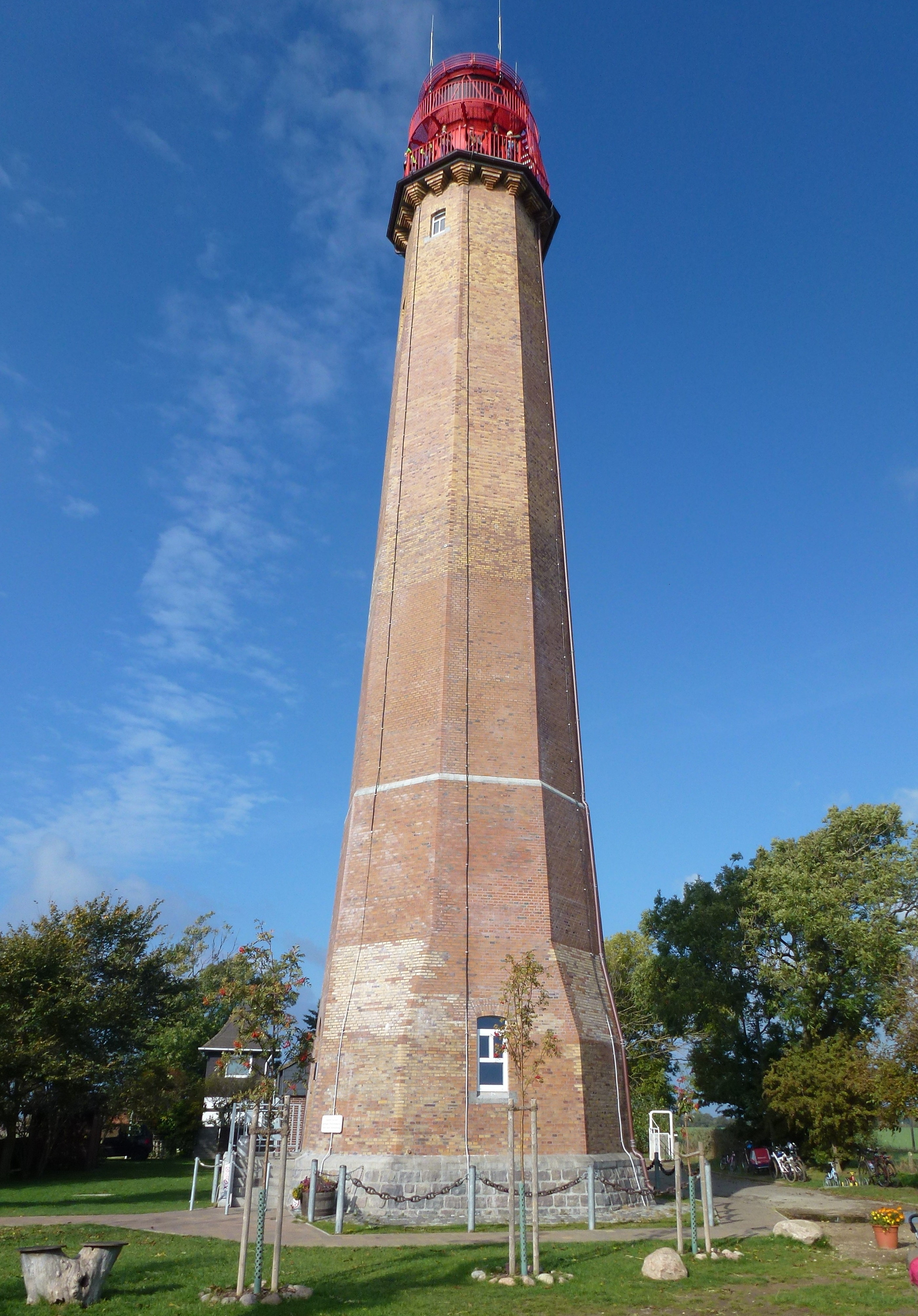
Der Turm nach der Sanierung
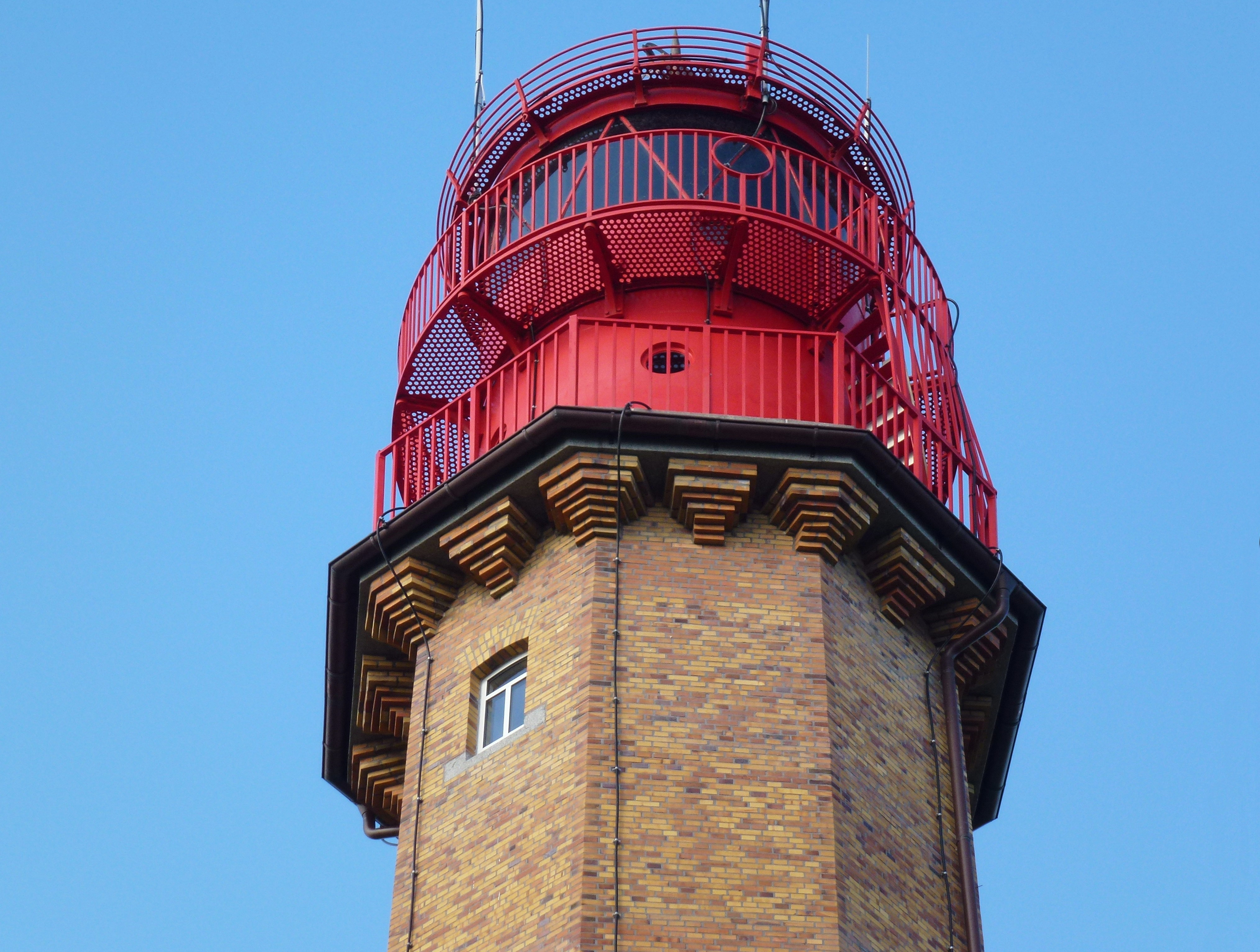
Turmspitze mit Leuchtfeuer
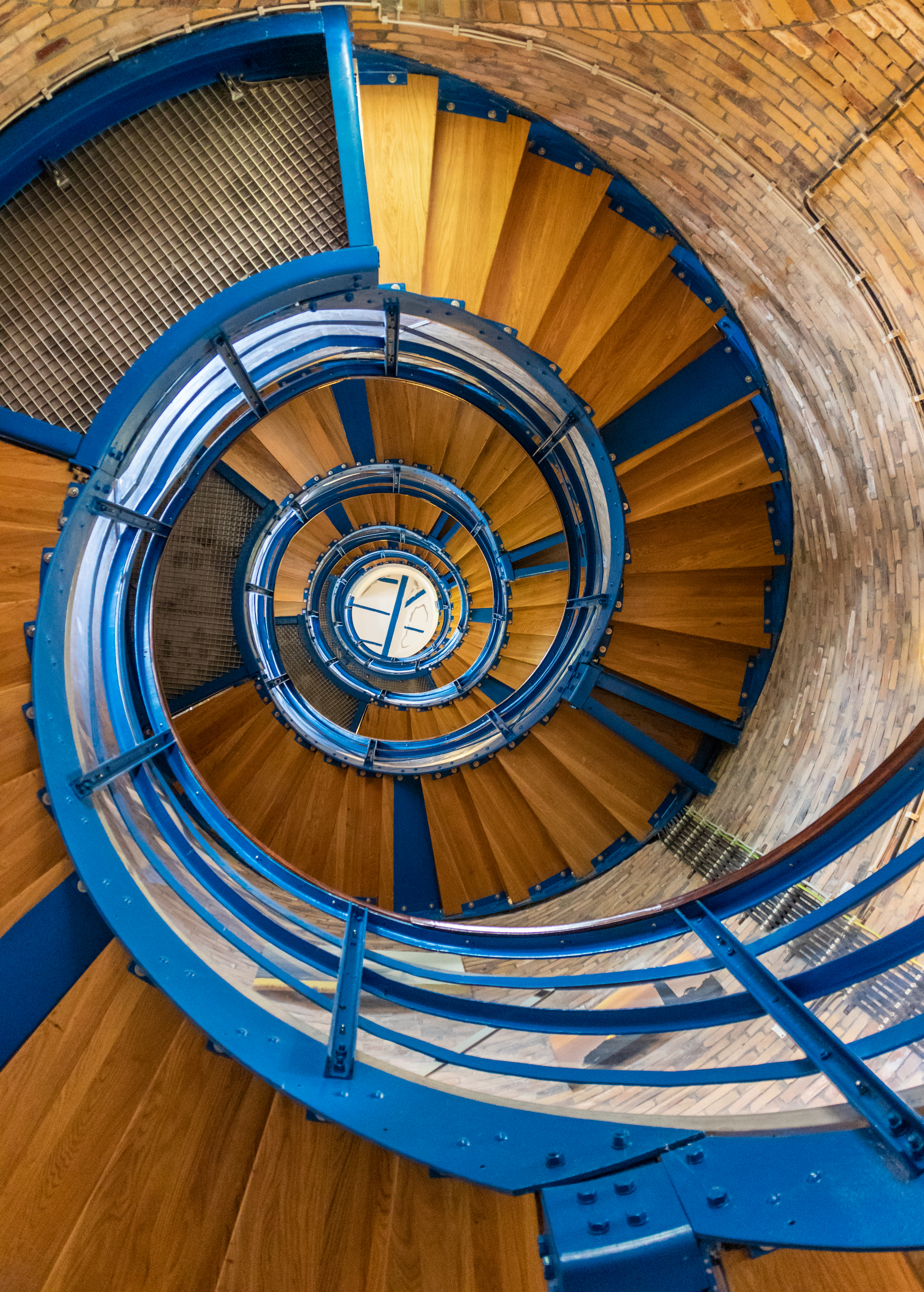
Die renovierte Wendeltreppe, Blick nach oben
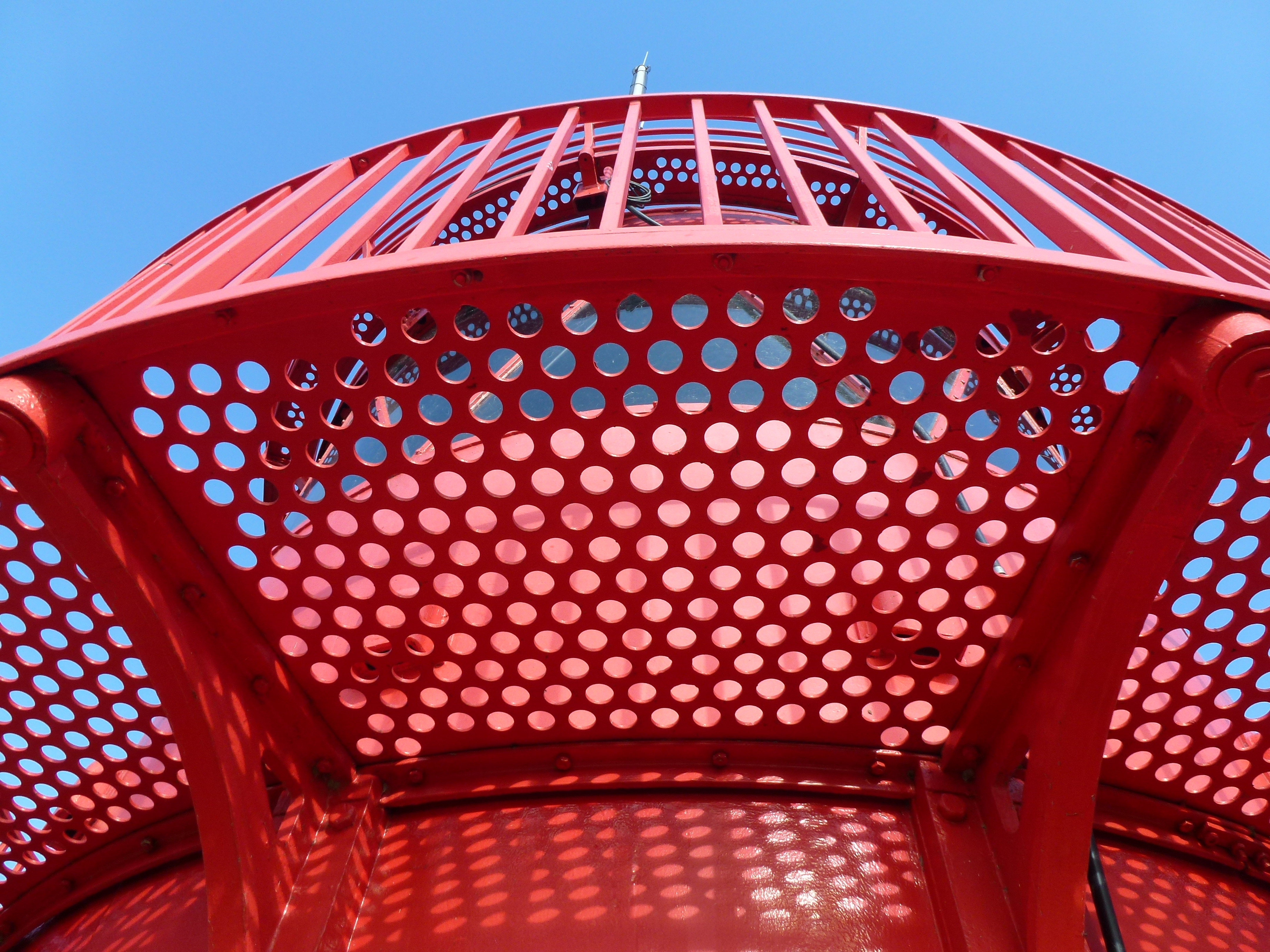
Plattform in Höhe der Laterne
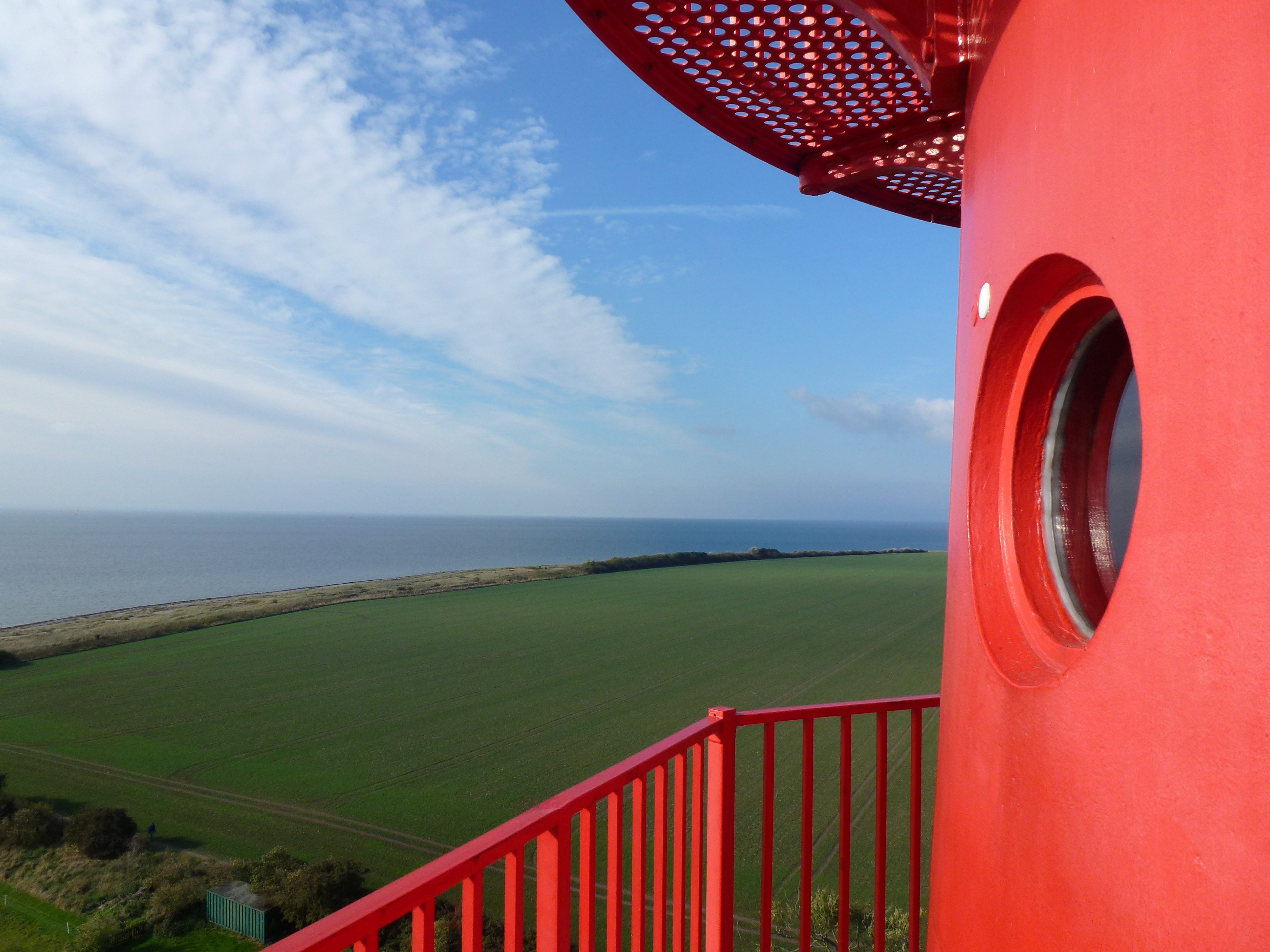
Blick von der Aussichtsplattform
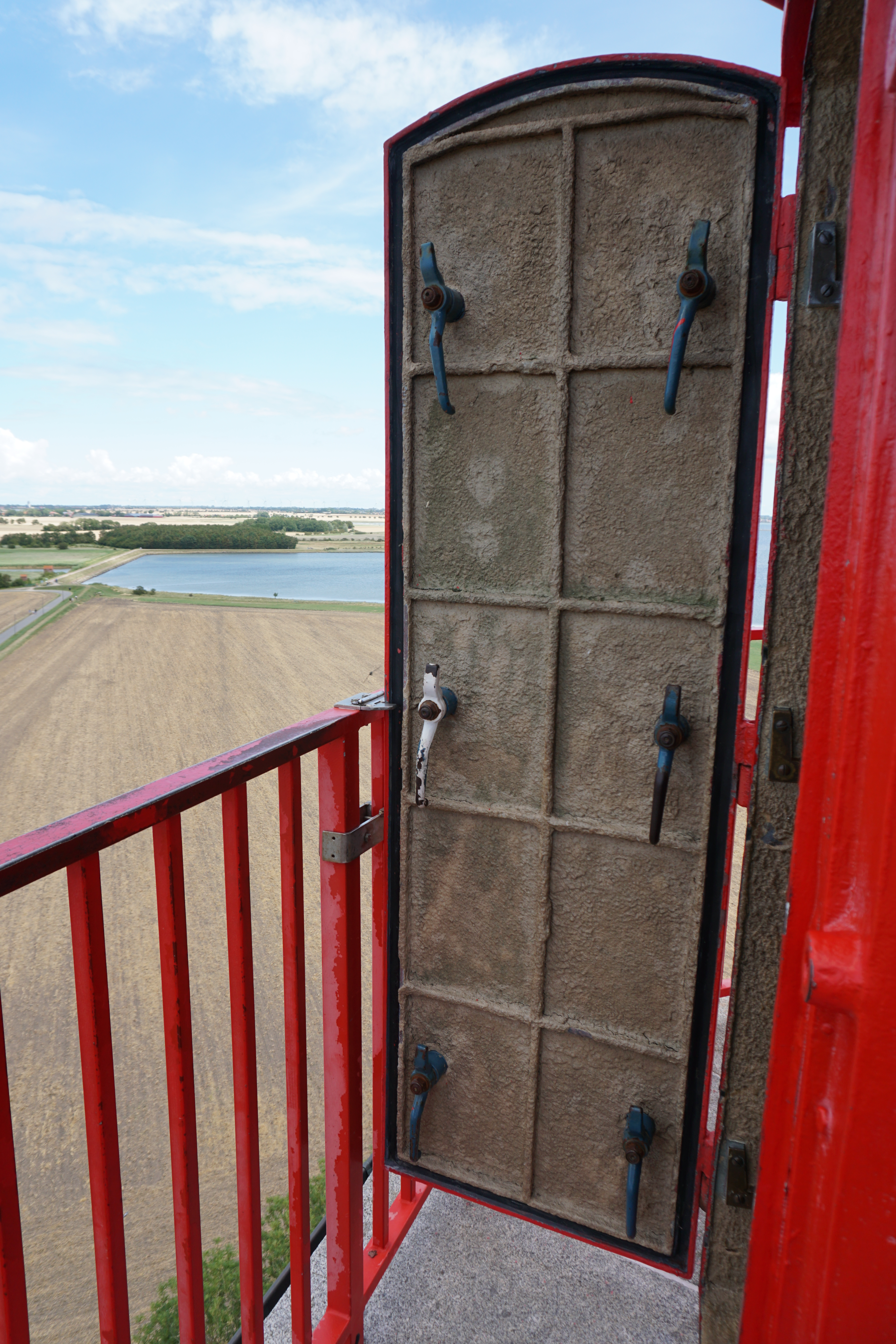
Türe zur Aussichtsplattform
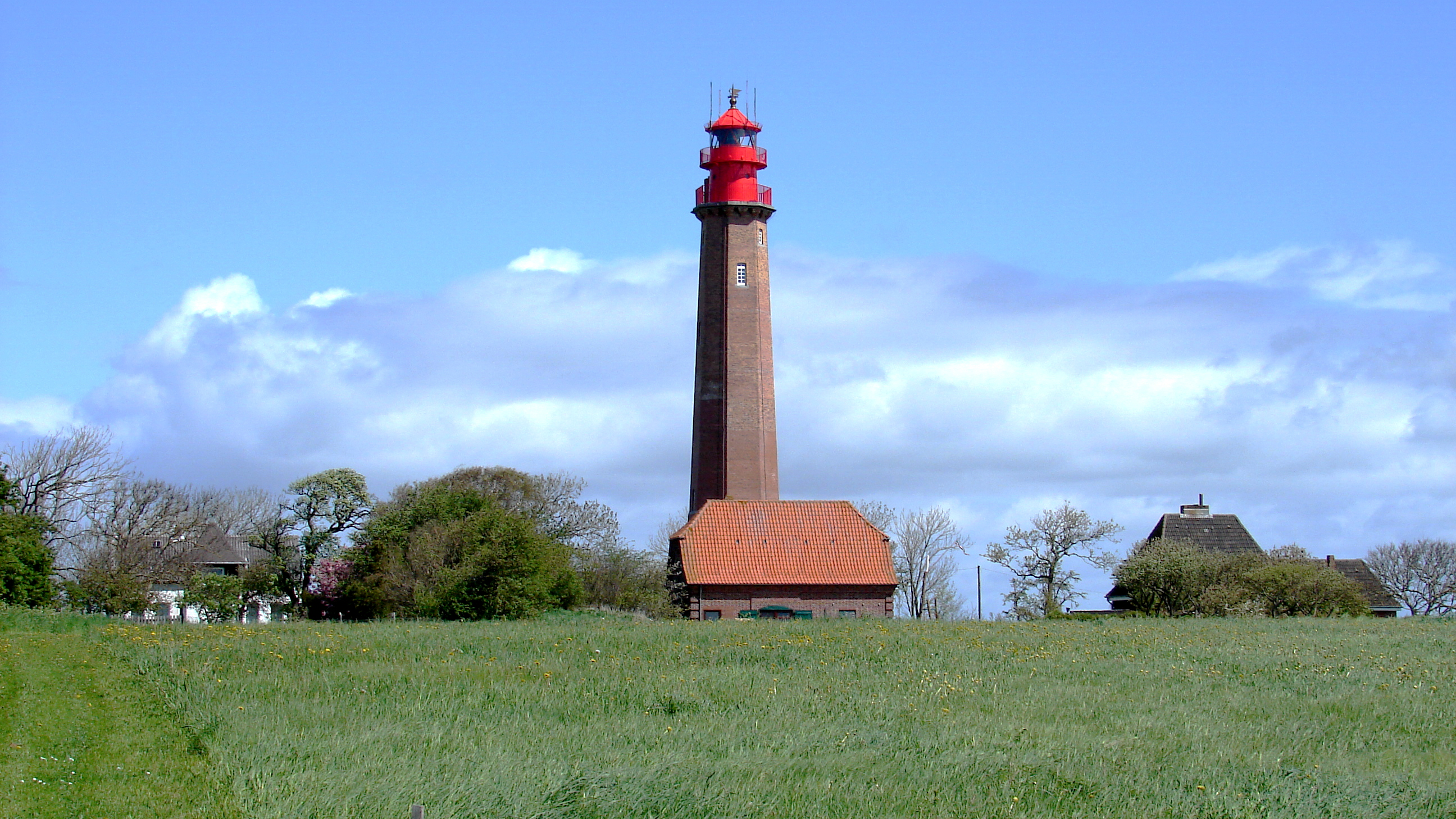
Blick vom Strand zum Turm